# بيرهاديان
بيرهاديان هي قرية في مقاطعة خدا أفرين، إيران. عدد سكان هذه القرية هو 137 في سنة 2006.